# Giovanni Crisostomo Trombelli
Giovanni Crisostomo Trombelli (Sant'Agata Bolognese, 5 marzo 1697 – Bologna, 24 gennaio 1784) è stato un presbitero, filologo ed erudito italiano.

## Biografia
Entrato nel 1713 fra i Canonici regolari del SS. Salvatore, insegnò filosofia a Candiana (presso Padova) e teologia a Bologna nel 1749 divenne accademico dell'Istituto delle Scienze. Ebbe anche importanti cariche nella sua Congregazione, della quale nel 1760 divenne abate generale.

## Opere
Trombelli scrisse moltissimo e di vari soggetti con profonda erudizione, anche se non sempre col necessario senso critico. Incominciò a pubblicare le Favole di Fedro tradotte in volgare (Venezia 1735) alle quali seguirono altre pubblicazioni del genere. Ma già nel 1740 a Bologna usciva in sei volumi il De cultu Sanctorum dissertationes decem, molto apprezzato da Benedetto XIV. Nella seconda edizione (1751) il lavoro fu accompagnato da Priorum quatuor de cultu Sanctorum dissertationum vindiciae, polemica serena contro il protestante Johann Rudolf Kiesling, che aveva attaccato l'opera. Fra le altre pubblicazioni storico-teologiche si ricordano il Trattato degli Angeli custodi (Bologna 1747); Vita e culto di s. Giuseppe (ivi 1767); ben sei volumi sulla Madonna (B. V. M. vita ac gesta [ivi 1761]) in parte ristampati nella Summa aurea del Migne (Parigi 1866); all’età di 85 anni Trombelli terminava i suoi 13 voll. sui sacramenti del Battesimo, della Cresima, dell’Estrema Unzione e del Matrimonio (Tractatus de Sacramentis per polemicas et liturgicas dissertationes dispositi [Bologna 1769-83]) di un valore notevole.
Trombelli svolse la parte più notevole della sua attività nel campo della patristica con molte edizioni critiche di testi (Veterum Patrum Latinorum opuscola, 2 voll., 1751). Contributo alla paleografia è l'Arte di conoscere l'età dei codici latini e italiani (1756).